# Konrad Simmer
Konrad Simmer (* 31. Oktober 1919; † 4. Januar 1999 in Koblenz)  war ein deutscher Bauingenieur für Geotechnik.
Simmer studierte ab 1943 Bauingenieurwesen an der TH Darmstadt und war dort ab 1949 Assistent am Lehrstuhl für Wasserbau und Grundbau bei Wilhelm Detig. 1957 wurde er dort promoviert (Beitrag zur Ermittlung von Gesetzmäßigkeiten des Abflußvorgangs natürlicher Gewässer). Danach war er Dozent und später Professor an der Ingenieursschule in Koblenz, der späteren Fachhochschule Koblenz (Fachhochschule Rheinland-Pfalz, Abteilung Koblenz). 1985 ging er in den Ruhestand.
Er ist vor allem für sein Grundbau Lehrbuch bekannt, das 1964 als Bearbeitung des Buches Grundbau seines Vorgängers in Koblenz, Walter Edmund Schulze, entstand (es war 1907 zuerst erschienen). Ab der 15. Auflage erschien es 1974 in zwei Bänden. Simmer betreute insgesamt sechs der Auflagen. Es wird nach wie vor von neuen Bearbeitern (Bernhard Walz, Matthias Pulsfort) neu aufgelegt und gilt in Deutschland als Standardwerk mit besonderer Praxisnähe.

## Schriften
- Grundbau, Teubner Verlag, 2 Bände (bearbeitet von Bernhard Walz, Matthias Pulsfort), Band 1 (Bodenmechanik, Erdstatische Berechnungen) 20. Auflage 2009:  ISBN 3-519-55231-0, Band 2 (Baugruben und Gründungen), 18. Auflage 1999, ISBN 3-519-35232-X